# Барна
Барна (фр. Barnas) насеље је и општина у источној Француској у региону Рона-Алпи, у департману Ардеш која припада префектури Ларжантјер.
По подацима из 2011. године у општини је живело 222 становника, а густина насељености је износила 8,37 становника/km². Општина се простире на површини од 26,51 km². Налази се на средњој надморској висини од 464 метара (максималној 1.494 m, а минималној 431 m).

## Демографија
| 1962. | 1968. | 1975. | 1982. | 1990. | 1999. | 2011. |
| ----- | ----- | ----- | ----- | ----- | ----- | ----- |
| 262   | 307   | 219   | 206   | 214   | 204   | 222   |

График промене броја становника у току последњих година